# Empoli Football Club 1984-1985
Questa voce raccoglie le informazioni riguardanti l'Empoli Football Club nelle competizioni ufficiali della stagione 1984-1985.

## Stagione
Nella stagione 1984-1985 l'Empoli allenato dal tecnico bresciano Vincenzo Guerini disputa un tranquillo torneo di Serie B, con 37 punti si piazza in ottava posizione, con regolarità raccoglie 18 punti nel girone di andata e 19 nel ritorno, sempre lontano dai piani alti, ma anche dalla bassa classifica. Con 11 reti il miglior marcatore empolese è stato Gianfranco Cinello, una di queste in Coppa Italia e 10 in campionato. Salgono in Serie A il Pisa, il Bari ed il Lecce, mentre retrocedono il Padova per illecito sportivo, con il Varese, il Parma ed il Taranto.
Nella Coppa Italia l'Empoli vincendo, prima del campionato, il quarto girone di qualificazione con 7 punti appaiata al Torino, accede agli ottavi di finale, dove viene eliminata dall'Inter nel doppio confronto.

## Divise e sponsor
Lo sponsor tecnico per la stagione 1984-1985 è Adidas, mentre lo sponsor ufficiale è Sammontana.
| Casa | Trasferta |

## Rosa
| N. |                   | Ruolo | Calciatore             |
| -- | ----------------- | ----- | ---------------------- |
|    | Italia (bandiera) | P     | Giulio Drago           |
|    | Italia (bandiera) | P     | Michele Pintauro       |
|    | Italia (bandiera) | D     | Francesco D'Arrigo     |
|    | Italia (bandiera) | D     | Ezio Gelain            |
|    | Italia (bandiera) | D     | Mauro Mosconi          |
|    | Italia (bandiera) | D     | Andrea Salvadori       |
|    | Italia (bandiera) | D     | Claudio Vertova        |
|    | Italia (bandiera) | C     | Marco Calonaci         |
|    | Italia (bandiera) | C     | Antonio Caruso         |
|    | Italia (bandiera) | C     | Andrea Del Bino        |
|    | Italia (bandiera) | C     | Francesco Della Monica |

| N. |                   | Ruolo | Calciatore         |
| -- | ----------------- | ----- | ------------------ |
|    | Italia (bandiera) | C     | Luca Della Scala   |
|    | Italia (bandiera) | C     | Massimo Falconi    |
|    | Italia (bandiera) | C     | Walter Mazzarri    |
|    | Italia (bandiera) | C     | Enrico Piccioni    |
|    | Italia (bandiera) | C     | Marco Puppi        |
|    | Italia (bandiera) | C     | Francesco Radio    |
|    | Italia (bandiera) | A     | Francesco Boito    |
|    | Italia (bandiera) | A     | Walter Casaroli    |
|    | Italia (bandiera) | A     | Gianfranco Cinello |
|    | Italia (bandiera) | A     | Adelino Zennaro    |

## Risultati

### Serie B

#### Girone di andata
| Empoli 16 settembre 1984 1ª giornata | Empoli            | 0 – 0 | Monza | Stadio Carlo Castellani\| Arbitro: \| Tuveri (Cagliari) \| |
| Arbitro:                             | Tuveri (Cagliari) |       |       |                                                            |

| Arbitro: | Lombardo (Marsala) |

|               |           |  |
| Tovalieri 24’ | Marcatori |  |

| Arbitro: | Greco (Lecce) |

|                   |           |  |
| Crusco 74’ (aut.) | Marcatori |  |

| Arbitro: | Da Pozzo (Monza) |

|                            |           |  |
| Roselli 22’ Marchionne 69’ | Marcatori |  |

| Empoli 14 ottobre 1984 5ª giornata | Empoli          | 0 – 0 | Bologna | Stadio Carlo Castellani\| Arbitro: \| Ongaro (Rovigo) \| |
| Arbitro:                           | Ongaro (Rovigo) |       |         |                                                          |

| Arbitro: | Lombardo (Pescara) |

|              |           |             |
| Cipriani 24’ | Marcatori | 64’ Cinello |

| Arbitro: | Pellicanò (Reggio Calabria) |

|                     |           |                    |
| Piccioni 49’ (aut.) | Marcatori | 21’ (rig.) Cinello |

| Arbitro: | Sguizzato (Verona) |

|                    |           |              |
| Cinello 27’ (rig.) | Marcatori | 77’ Galluzzo |

| Arbitro: | Tubertini (Bologna) |

|                              |           |  |
| D. Pellegrini 8’ Eritreo 48’ | Marcatori |  |

| Arbitro: | Tuveri (Cagliari) |

|             |           |                             |
| Casaroli 8’ | Marcatori | 31’, 46’ Borghi 67’ Coppola |

| Arbitro: | Lanese (Messina) |

|  |           |             |
|  | Marcatori | 49’ Cinello |

| Arbitro: | Tubertini (Bologna) |

|                    |           |  |
| Cinello 82’ (rig.) | Marcatori |  |

| Arbitro: | Lamorgese (Potenza) |

|             |           |  |
| Cinello 77’ | Marcatori |  |

| San Benedetto del Tronto 16 dicembre 1984 14ª giornata | Sambenedettese    | 0 – 0 | Empoli | Stadio Fratelli Ballarin\| Arbitro: \| Tuveri (Cagliari) \| |
| Arbitro:                                               | Tuveri (Cagliari) |       |        |                                                             |

| Arbitro: | Paparesta (Bari) |

|             |           |                   |
| Cinello 85’ | Marcatori | 12’, 23’ De Falco |

| Perugia 6 gennaio 1985 16ª giornata | Perugia                    | 0 – 0 | Empoli | Stadio Renato Curi\| Arbitro: \| Esposito (Torre del Greco) \| |
| Arbitro:                            | Esposito (Torre del Greco) |       |        |                                                                |

| Empoli 13 gennaio 1985 17ª giornata | Empoli             | 0 – 0 | Taranto | Stadio Carlo Castellani\| Arbitro: \| D'Innocenzo (Roma) \| |
| Arbitro:                            | D'Innocenzo (Roma) |       |         |                                                             |

| Arbitro: | Pieri (Genova) |

|                |           |  |
| Kieft 42’, 49’ | Marcatori |  |

| Arbitro: | Tubertini (Bologna) |

|             |           |  |
| Zennaro 13’ | Marcatori |  |

#### Girone di ritorno
| Monza 3 febbraio 1985 20ª giornata | Monza             | 0 – 0 | Empoli | Stadio Gino Alfonso Sada\| Arbitro: \| Mattei (Macerata) \| |
| Arbitro:                           | Mattei (Macerata) |       |        |                                                             |

| Empoli 17 febbraio 1985 21ª giornata | Empoli            | 0 – 0 | Arezzo | Stadio Carlo Castellani\| Arbitro: \| Pirandola (Lecce) \| |
| Arbitro:                             | Pirandola (Lecce) |       |        |                                                            |

| Arbitro: | Pellicanò (Reggio Calabria) |

|          |           |  |
| Poli 53’ | Marcatori |  |

| Empoli 3 marzo 1985 23ª giornata | Empoli              | 0 – 0 | Pescara | Stadio Carlo Castellani\| Arbitro: \| Lamorgese (Potenza) \| |
| Arbitro:                         | Lamorgese (Potenza) |       |         |                                                              |

| Bologna 10 marzo 1985 24ª giornata | Bologna                   | 0 – 0 | Empoli | Stadio Renato Dall'Ara\| Arbitro: \| Pezzella (Frattamaggiore) \| |
| Arbitro:                           | Pezzella (Frattamaggiore) |       |        |                                                                   |

| Arbitro: | Magni (Bergamo) |

|                           |           |                               |
| Piccioni 30’ Casaroli 60’ | Marcatori | 29’ A. Di Chiara 45’ Cipriani |

| Empoli 24 marzo 1985 26ª giornata | Empoli          | 0 – 0 | Cesena | Stadio Carlo Castellani\| Arbitro: \| Ongaro (Rovigo) \| |
| Arbitro:                          | Ongaro (Rovigo) |       |        |                                                          |

| Bari 31 marzo 1985 27ª giornata | Bari          | 0 – 0 | Empoli | Stadio della Vittoria\| Arbitro: \| Longhi (Roma) \| |
| Arbitro:                        | Longhi (Roma) |       |        |                                                      |

| Arbitro: | Pairetto (Torino) |

|                 |           |  |
| Della Monica 2’ | Marcatori |  |

| Arbitro: | Paparesta (Bari) |

|  |           |             |
|  | Marcatori | 83’ Cinello |

| Arbitro: | Tubertini (Bologna) |

|           |           |  |
| Boito 70’ | Marcatori |  |

| Arbitro: | Pairetto (Torino) |

|             |           |              |
| Goretti 63’ | Marcatori | 56’ Piccioni |

| Arbitro: | D'Innocenzo (Roma) |

|           |           |  |
| Sorbi 38’ | Marcatori |  |

| Arbitro: | Lo Bello (Siracusa) |

|              |           |             |
| Del Bino 35’ | Marcatori | 69’ Manfrin |

| Arbitro: | Boschi (Parma) |

|                              |           |              |
| Romano 47’ De Falco 67’, 82’ | Marcatori | 54’ Calonaci |

| Arbitro: | Lanese (Messina) |

|                      |           |                 |
| Secondini 49’ (aut.) | Marcatori | 65’ De Stefanis |

| Arbitro: | Pairetto (Torino) |

|              |           |             |
| Presicci 64’ | Marcatori | 12’ Cinello |

| Arbitro: | Lanese (Messina) |

|           |           |                |
| Gelain 6’ | Marcatori | 40’ F. Mariani |

| Arbitro: | Bruschini (Firenze) |

|            |           |             |
| Peters 64’ | Marcatori | 74’ Cinello |

### Coppa Italia

#### Primo turno
| Arbitro: | Tuveri (Cagliari) |

|  |           |              |
|  | Marcatori | 78’ Calonaci |

| Arbitro: | Greco (Lecce) |

|                                                                   |           |                                 |
| Calonaci 5’ Bertozzi 6’ (aut.) Della Scala 19’ Cinello 70’ (rig.) | Marcatori | 21’ Lucchetti 81’ (rig.) Baggio |

| Arbitro: | Coppetelli (Tivoli) |

|                   |           |                        |
| Gelain 63’ (aut.) | Marcatori | 19’ Piccioni 62’ Boito |

| Arbitro: | Lamorgese (Potenza) |

|             |           |              |
| Pancheri 3’ | Marcatori | 55’ Casaroli |

| Arbitro: | Pieri (Genova) |

|  |           |            |
|  | Marcatori | 56’ Júnior |

#### Fase finale
| Arbitro: | Esposito (Torre del Greco) |

|  |           |               |
|  | Marcatori | 43’ Altobelli |

| Arbitro: | Magni (Bergamo) |

|               |           |  |
| Altobelli 45’ | Marcatori |  |

## Statistiche

### Statistiche di squadra
| Competizione | Punti | In casa | In casa | In casa | In casa | In casa | In casa | In trasferta | In trasferta | In trasferta | In trasferta | In trasferta | In trasferta | Totale | Totale | Totale | Totale | Totale | Totale | DR |
| Competizione | Punti | G       | V       | N       | P       | Gf      | Gs      | G            | V            | N            | P            | Gf           | Gs           | G      | V      | N      | P      | Gf     | Gs     | DR |
| ------------ | ----- | ------- | ------- | ------- | ------- | ------- | ------- | ------------ | ------------ | ------------ | ------------ | ------------ | ------------ | ------ | ------ | ------ | ------ | ------ | ------ | -- |
| Serie B      | 37    | 19      | 6       | 11      | 2       | 14      | 11      | 19           | 2            | 10           | 7            | 8            | 17           | 38     | 8      | 21     | 9      | 22     | 28     | -6 |
| Coppa Italia |       | 3       | 1       | 0       | 2       | 4       | 4       | 4            | 2            | 1            | 1            | 4            | 3            | 7      | 3      | 1      | 3      | 8      | 7      | +1 |
| Totale       | -     | 22      | 7       | 11      | 4       | 18      | 15      | 23           | 4            | 11           | 8            | 12           | 20           | 45     | 11     | 22     | 12     | 30     | 35     | -5 |

### Andamento in campionato
| Giornata  | 1  | 2  | 3  | 4  | 5  | 6  | 7  | 8  | 9  | 10 | 11 | 12 | 13 | 14 | 15 | 16 | 17 | 18 | 19 | 20 | 21 | 22 | 23 | 24 | 25 | 26 | 27 | 28 | 29 | 30 | 31 | 32 | 33 | 34 | 35 | 36 | 37 | 38 |
| --------- | -- | -- | -- | -- | -- | -- | -- | -- | -- | -- | -- | -- | -- | -- | -- | -- | -- | -- | -- | -- | -- | -- | -- | -- | -- | -- | -- | -- | -- | -- | -- | -- | -- | -- | -- | -- | -- | -- |
| Luogo     | C  | T  | C  | T  | C  | T  | T  | C  | T  | C  | T  | C  | C  | T  | C  | T  | C  | T  | C  | T  | C  | T  | C  | T  | C  | C  | T  | C  | T  | C  | T  | T  | C  | T  | C  | T  | C  | T  |
| Risultato | N  | P  | V  | P  | N  | N  | N  | N  | P  | P  | V  | V  | V  | N  | P  | N  | N  | P  | V  | N  | N  | P  | N  | N  | N  | N  | N  | V  | V  | V  | N  | P  | N  | P  | N  | N  | N  | N  |
| Posizione | 11 | 15 | 14 | 16 | 16 | 16 | 16 | 15 | 17 | 18 | 17 | 15 | 12 | 12 | 14 | 14 | 13 | 14 | 12 | 12 | 11 | 13 | 14 | 12 | 13 | 14 | 14 | 11 | 8  | 8  | 8  | 8  | 8  | 9  | 8  | 8  | 8  | 8  |

Legenda:

Luogo: C = Casa; T = Trasferta. Risultato: V = Vittoria; N = Pareggio; P = Sconfitta.

### Statistiche dei giocatori
| Giocatore       | Serie B  | Serie B | Serie B     | Serie B    | Coppa Italia | Coppa Italia | Coppa Italia | Coppa Italia | Totale   | Totale | Totale      | Totale     |
| Giocatore       | Presenze | Reti    | Ammonizioni | Espulsioni | Presenze     | Reti         | Ammonizioni  | Espulsioni   | Presenze | Reti   | Ammonizioni | Espulsioni |
| --------------- | -------- | ------- | ----------- | ---------- | ------------ | ------------ | ------------ | ------------ | -------- | ------ | ----------- | ---------- |
| F. Boito        | 35       | 1       | ?           | ?          | 6            | 1            | ?            | ?            | 41       | 2      | ?           | ?          |
| M. Calonaci     | 30       | 1       | ?           | ?          | 7            | 2            | ?            | ?            | 37       | 3      | ?           | ?          |
| A. Caruso       | 12       | 0       | ?           | ?          | 4            | 0            | ?            | ?            | 16       | 0      | ?           | ?          |
| W. Casaroli     | 34       | 2       | ?           | ?          | 7            | 1            | ?            | ?            | 41       | 3      | ?           | ?          |
| G. Cinello      | 38       | 9       | ?           | ?          | 7            | 1            | ?            | ?            | 45       | 10     | ?           | ?          |
| F. D'Arrigo     | 23       | 0       | ?           | ?          | 7            | 0            | ?            | ?            | 30       | 0      | ?           | ?          |
| A. Del Bino     | 11       | 1       | ?           | ?          | -            | -            | -            | -            | 11       | 1      | 0+          | 0+         |
| F. Della Monica | 25       | 1       | ?           | ?          | 1            | 0            | ?            | ?            | 26       | 1      | ?           | ?          |
| L. Della Scala  | 35       | 0       | ?           | ?          | 7            | 1            | ?            | ?            | 42       | 1      | ?           | ?          |
| G. Drago        | 30       | -22     | ?           | ?          | -            | -            | -            | -            | 30       | -22    | 0+          | 0+         |
| M. Falconi      | 1        | 0       | ?           | ?          | 4            | 0            | ?            | ?            | 5        | 0      | ?           | ?          |
| E. Gelain       | 30       | 1       | ?           | ?          | 7            | 0            | ?            | ?            | 37       | 1      | ?           | ?          |
| W. Mazzarri     | 25       | 0       | ?           | ?          | 5            | 0            | ?            | ?            | 30       | 0      | ?           | ?          |
| M. Mosconi      | 12       | 0       | ?           | ?          | 1            | 0            | ?            | ?            | 13       | 0      | ?           | ?          |
| E. Piccioni     | 28       | 2       | ?           | ?          | 7            | 1            | ?            | ?            | 35       | 3      | ?           | ?          |
| M. Pintauro     | 8        | -6      | ?           | ?          | 7            | -7           | ?            | ?            | 15       | -13    | ?           | ?          |
| M. Puppi        | 1        | 0       | ?           | ?          | -            | -            | -            | -            | 1        | 0      | 0+          | 0+         |
| F. Radio        | 29       | 0       | ?           | ?          | 6            | 0            | ?            | ?            | 35       | 0      | ?           | ?          |
| S. Rossi        | -        | -       | -           | -          | 1            | -0           | ?            | ?            | 1        | -0     | 0+          | 0+         |
| A. Salvadori    | 28       | 0       | ?           | ?          | 2            | 0            | ?            | ?            | 30       | 0      | ?           | ?          |
| C. Vertova      | 37       | 0       | ?           | ?          | 6            | 0            | ?            | ?            | 43       | 0      | ?           | ?          |
| A. Zennaro      | 18       | 1       | ?           | ?          | 6            | 0            | ?            | ?            | 24       | 1      | ?           | ?          |